# Tripolitanija
Tripolitanija (grčki: Tripolis, „tri grada“; arapski: طرابلس, Tarabulus) je regija na sjeverozapadu Libije, koja je uz Kirenaiku na istoku i Fezan na jugu jedna od tri povijesne libijske pokrajine. Glavni grad ove regije je Tripoli, koji je ujedno i glavni grad Libije.
Ovo područje izvorno je bilo nastanjeno Berberima. U 7. stoljeću pr. Kr. u obalnom području Feničani osnivaju svoje kolonije koje kasnije potpadaju pod kontrolu Kartage. U narednim stoljećima ovim područjem vladaju Rimljani, Vandali i Bizantinci, sve do dolaska Arapa u 7. stoljeću. Osmansko Carstvo uspostavlja kontrolu nad ovim područjem 1553. godine i ovo područje pretvara u vilajet koji se održao sve do 1911. kada je Kraljevina Italija zauzela Libiju u tursko-talijanskom ratu.
Nakon rata regiji je odobrena autonomija, ali Italija je postupno okupirala ovo područje. Iako je osvojenim dijelom sjeverne Afrike Italija u početku upravljala kao jedinstvenom kolonijom, Tripolitanija je od 1927. do 1934. bila posebna kolonija poznata kao Talijanska Tripolitanija, koja je kasnije postala dio Talijanske Libije. 
U Drugom svjetskom ratu Libiju su zauzeli Saveznici, te je do 1947. Tripolitanijom i susjednom Kirenaikom upravljalo Ujedinjeno Kraljevstvo. Godine 1951., Tripolitanija je zajedno s ostale dvije libijske regije postala dio nezavisne Libije.

## Vanjske poveznice
- Povijest i popis vladara Tripolitanije - Worldstatesmen.org.
- Povijest i popis vladara Tripolitanije - Hostkingdom.net  Arhivirana inačica izvorne stranice od 13. kolovoza 2006. (Wayback Machine)